# Iowa (альбом)
Iowa — второй студийный альбом американской метал-группы Slipknot, выпущенный 28 августа 2001 года лейблом Roadrunner Records. Название отсылает к родному штату группы, Айове, который, по словам музыкантов, являлся главным источником вдохновения для их творчества. После успеха дебютного альбома 1999 года напряжение внутри коллектива возросло; позднее музыканты назвали это время самым мрачным периодом их карьеры.
Альбому сопутствовал коммерческий успех. Альбом дебютировал на третьем месте в Billboard и вошёл в первую десятку чартов в ряде других стран. Две песни из альбома, «Left Behind» и «My Plague» были номинированы на премию «Грэмми». В США и Канаде альбом был сертифицирован как платиновый. 1 ноября 2011 года Iowa был выпущен в специальном формате. В новое издание также вошёл DVD Disasterpieces, диск с фильмом Шона Крейена Goat, четырьмя видеоклипами и различными не публиковавшимися ранее интервью и прочими видеоматериалами периода Iowa.

## История создания
Iowa был записан в студиях Sound City и Sound Image в Лос-Анджелесе, Калифорния. Продюсированием занимался Росс Робинсон, работавший с группой при записи дебютного альбома. В октябре 2000 года Джои Джордисон и Пол Грей начали вместе писать материал для нового альбома. В это время остальные участники группы хотели отдохнуть от продолжительных гастролей, которые следовали в поддержку предыдущего альбома. 17 января 2001 года Slipknot уже в полном составе приступили к записи Iowa. В это же время Кори Тейлор, вокалист группы, лечился от алкоголизма, а другие участники страдали от наркотической зависимости; помимо этого оставался нерешённым ряд вопросов с менеджерами группы, а сама обстановка внутри коллектива обострилась. Позднее музыканты называли это время худшим периодом в истории группы. Джордисон, описывая напряжённый график группы, сравнил запись альбома с «военными действиями».
Iowa, настолько же груб, как и участники группы. Согласно Revolver, присутствие по крайней мере некоторых композиций в альбоме можно объяснить тем, что его запись сопровождалась ужасными событиями. Группа оказалась в довольно мрачной ситуации из-за внезапной и неожиданной славы, которую принёс им их первый альбом, а обильное количество секса и наркотиков, которые, как правило, сопровождают рок-звезду, опустошили их и загнали в депрессию.
Альбом также стал первым релизом группы, в котором гитарист Джеймс Рут принял непосредственное участие в написании песен и музыки (Рут присоединился к группе уже на позднем этапе записи Slipknot). В интервью журналу Guitar в ноябре 2001 года он отметил, что «было интересно, и в то же время страшно стать частью столь огромного процесса», добавив также, что в то время он подвергался давлению со стороны второго гитариста группы, Мика Томсона. У всё так же напуганного гитариста, Джима Рута, и у диджея, Сида Уилсона, были неприятные срывы, а жуткие звуки, которые издавал последний, сформировали для альбома интро-трек под названием «(515)». После того, как альбом был готов, ситуация улучшилась не намного. Измученной группе теперь пришлось сотрудничать со звукозаписывающей компанией, которая ожидала продолжения их прославившегося альбома, а не безумно острого, который она получила взамен. Даже цикл гастролей и мероприятий по продвижению альбома принёс немного отрады: Iowa вышел за неделю до 11 сентября 2001 года, и после террористической атаки агрессивная музыка группы была запрещена на многих радиостанциях. В интервью FHM в декабре 2001 года, Кори Тейлор рассказал о специфике работы над альбомом. Так, во время записи вокала для финального трека «Iowa» он, полностью обнажённый, резал себя битым стеклом, просто чтобы что-то почувствовать. Объясняя этот случай, он сказал: «Так и получаются лучшие вещи. Ты должен себя сломать перед тем, как создавать что-то великое».
В период работы над альбомом, Росс Робинсон попал в аварию на своём мотоцикле и получил травму спины. Но уже спустя день после госпитализации, он, к восхищению группы, вернулся в студию, чтобы «вложить всю свою боль в альбом».

## Рекламная кампания
Существовало предположение, что альбом будет называться Nine Men, One Mission, что было растиражировано в некоторых источниках. Позднее стало известно, что альбом будет назван в честь родного штата группы. Участники группы утверждали, что Айова является источником их вдохновения и они сознательно приняли решение остаться там, отчасти опасаясь потерять своё творческое направление. Так, название открывающего трека, «(515)», отсылает к региональному телефонному коду центральной Айовы.
Первоначально релиз альбома был запланирован на 19 июня 2001 года, а его выходу должен был предшествовать «разминочный» тур. Однако, так как микширование альбома не было завершено в необходимый срок, тур был отменён. В итоге альбом был выпущен 28 августа 2001. В поддержку альбома Slipknot отправились в Iowa World Tour, во время которого они посетили Ozzfest, отыграли американский тур вместе с System of a Down и выступили с концертами в Европе и Японии.
В преддверии выхода альбома Slipknot выложили на официальном сайте для бесплатного прослушивания песню «The Heretic Anthem», тираж же этого трека на физических носителях составил 666 экземпляров; число соответствовало припеву песни: «If you're 555, then I'm 666» (рус. «Если вы 555, то я 666»). Продажи продолжались до 15 мая 2001 года. Первым синглом альбома стал «Left Behind». В 2002 году группа приняла участие в съёмках фильма «Роллербол», в котором они исполнили песню «I Am Hated». Далее последовал сингл «My Plague», который вошёл в саундтрек к фильму «Обитель зла».

## Музыкальный стиль и тексты
Ещё до начала записи новой пластинки, музыканты обещали гораздо более мрачный и тяжёлый альбом, чем Slipknot; в частности, Джои Джордисон заявил: «Подождите, вы пока не слышали наш следующий альбом». В интервью 2008 года Шон Крейен, ретроспективно оценивая процесс создания альбома, заявил, что музыканты обязаны своим мрачным звуком их душевному состоянию в тот период: «когда мы делали Iowa, мы ненавидели друг друга. Мы ненавидели мир, и мир ненавидел нас». Благодаря стараниям Росса Робинсона Iowa был исполнен техничнее, чем «сырой» по своему звучанию Slipknot.
Несмотря на то, что альбом причисляют к ню-металу, его звучание стало тяжелее, благодаря добавлению грув-метала и элементов дэт-метала.
NME в своём обзоре написал, что «все возможные пространства заполнены хаотичным звучанием: гитары, перкуссия, электроника, нечеловеческие крики». На данный момент Iowa рассматривается как самый тяжёлый альбом коллектива. К 13-й годовщине издания альбома Revolver назвал релиз «наиболее экстремальным альбомом группы». Также отмечалось, что такие песни в альбоме, как «Disasterpiece», «People = Shit» и «The Heretic Anthem», подвержены влиянию дэт-метала. Хотя в альбоме есть элементы рэпа, Iowa содержит их меньше, чем дебютный альбом Slipknot, акцентируя внимание на дэт-метале и хардкор-панке.
Iowa последовательно следует направлению, обозначенному Кори Тейлором ещё в первом альбоме группы: в песнях, часто в метафорической форме, раскрывается ряд таких «тёмных» тем, как мизантропия, солипсизм, отвращение, злость, недовольство, психозы и различные отклонения. В лирике альбома изобилует обсценная лексика; Дэвид Фрике из Rolling Stone отметил большое количество вариаций ругательных слов в альбоме (больше 40). Он также похвалил исполнение Тейлора на заглавном треке, «Iowa», сравнив его вокал с «неистовым призыванием духов над могилой в полночь».

## Отзывы критиков
| Совокупная оценка | Совокупная оценка |
| Источник          | Оценка            |
| ----------------- | ----------------- |
| Metacritic        | 68/100            |
| Оценки критиков   |                   |
| Источник          | Оценка            |
| AllMusic          | [ 35 ]            |
| Artistdirect      | [ 36 ]            |
| BBC Music         | благоприятный     |
| NME               | (8/10)            |
| Rolling Stone     | [ 33 ]            |
| Alternative Press | [ 39 ]            |
| Dotmusic          | [ 40 ]            |
| Drowned in Sound  | 7/10              |
| Playlouder        | [ 42 ]            |
| Q                 | [ 43 ]            |

После успеха дебютного одноимённого альбома критик Дик Портер отметил, что ожидания от следующей работы группы значительно возросли. College Music Journal оценил альбом как нечто «брутальное, безжалостное, жгучее…». Обозреватель Alternative Press так прокомментировал альбом: «Чувство такое, как будто час сидишь с пластиковым пакетом на голове, и Сатана колотит тебя по мошонке, как по боксёрской груше… это просто за гранью… в конце концов ты остаёшься весь в швах». NME охарактеризовал альбом как «волнующий, брутальный и достойный». Rolling Stone отметили оригинальное звучание альбома, заявив, что «почти всё остальное в современном дум-роке звучит банально». Продюсер Робинсон также был отмечен за свою работу над альбомом; Uncut написал: «Чуть смягчив звучание, Росс Робинсон тут же мастерски обрушивает шумовую атаку ню-метала на слушателя». В обзоре для Yahoo, Джон Малви сказал: «Они достигли эволюционного тупика, окончательного, абсолютного торжества ню-метала».
Первый сингл альбома «Left Behind» в 2002 году был номинирован на «Грэмми» в номинации «Лучшее метал-исполнение». Второй сингл, «My Plague», также был номинирован в 2003 году. Сингл «Left Behind» попал в топ-30 по продажам в США и Великобритании. «My Plague» занял 43-ю позицию в чарте Великобритании. Iowa был включён в «50 альбомов года» по версии NME в 2001 году. Альбом лидировал в UK Albums Chart и занял второе место в ARIA Charts. Также релиз смог занять третье место в чарте Billboard 200 и в финском чарте. 5 сентября альбом стал платиновым в Канаде, а 10 октября 2001 года альбому был присвоен статус платинового в США. British Phonographic Industry присвоила альбому статус золотого в Великобритании. В 2009 году Iowa занял третье место в читательском голосовании британского журнала Kerrang! «50 лучших альбомов 21-го века».

## Список композиций
Авторы музыки: Шон Крейен, Пол Грей, Джои Джордисон, Крис Фен, Мик Томсон, Сид Уилсон, Крэйг Джонс и Джеймс Рут. Автор текстов: Кори Тейлор, если не указано иное.
| №                   | Название             | Текст                 | Длительность |
| ------------------- | -------------------- | --------------------- | ------------ |
| 1.                  | «(515)»              |                       | 0:59         |
| 2.                  | «People = Shit»      |                       | 3:35         |
| 3.                  | «Disasterpiece»      |                       | 5:08         |
| 4.                  | «My Plague»          |                       | 3:40         |
| 5.                  | «Everything Ends»    |                       | 4:14         |
| 6.                  | «The Heretic Anthem» | Тейлор Грей Джордисон | 4:13         |
| 7.                  | «Gently»             | Крейен                | 4:54         |
| 8.                  | «Left Behind»        |                       | 4:01         |
| 9.                  | «The Shape»          |                       | 3:37         |
| 10.                 | «I Am Hated»         |                       | 2:37         |
| 11.                 | «Skin Ticket»        |                       | 6:41         |
| 12.                 | «New Abortion»       |                       | 3:36         |
| 13.                 | «Metabolic»          |                       | 3:59         |
| 14.                 | «Iowa»               |                       | 15:03        |
| Общая длительность: | Общая длительность:  | Общая длительность:   | 66:19        |

| №                   | Название            | Длительность |
| ------------------- | ------------------- | ------------ |
| 15.                 | «Liberate» (live)   | 4:25         |
| Общая длительность: | Общая длительность: | 70:43        |

| №                   | Название                    | Длительность |
| ------------------- | --------------------------- | ------------ |
| 15.                 | «My Plague (New Abuse Mix)» | 3:02         |
| Общая длительность: | Общая длительность:         | 69:20        |

| №                   | Название             | Длительность |
| ------------------- | -------------------- | ------------ |
| 1.                  | «(515)»              | 4:04         |
| 2.                  | «People = Shit»      | 3:36         |
| 3.                  | «Liberate»           | 3:38         |
| 4.                  | «Left Behind»        | 3:39         |
| 5.                  | «Eeyore»             | 2:38         |
| 6.                  | «Disasterpiece»      | 5:22         |
| 7.                  | «Purity»             | 5:26         |
| 8.                  | «Gently»             | 4:36         |
| 9.                  | «Eyeless»            | 4:57         |
| 10.                 | «Drum Solo»          | 3:59         |
| 11.                 | «My Plague»          | 3:47         |
| 12.                 | «New Abortion»       | 4:22         |
| 13.                 | «The Heretic Anthem» | 4:59         |
| 14.                 | «Spit It Out»        | 7:44         |
| 15.                 | «Wait and Bleed»     | 3:27         |
| 16.                 | «742617000027»       | 1:44         |
| 17.                 | «(sic)»              | 4:22         |
| 18.                 | «Surfacing»          | 5:34         |
| Общая длительность: | Общая длительность:  | 77:54        |

| №  | Название                                         | Длительность |
| -- | ------------------------------------------------ | ------------ |
| 1. | «My Plague» (видеоклип)                          |              |
| 2. | «Left Behind» (видеоклип)                        |              |
| 3. | «The Heretic Anthem (Live)» (видеоклип)          |              |
| 4. | «People = Shit (Live)» (видеоклип)               |              |
| 5. | «"Goat"» (часовой документальный фильм о группе) |              |

## Участники записи
| Slipknot - (#0) Сид Уилсон — DJ, вокал на «(515)» - (#1) Джои Джордисон — ударные, микширование - (#2) Пол Грей — бас-гитара - (#3) Крис Фен — перкуссия, бэк-вокал - (#4) Джеймс Рут — гитара - (#5) Крэйг Джонс — семплирование - (#6) Шон Крейен — перкуссия, бэк-вокал, монтаж - (#7) Мик Томсон — гитара - (#8) Кори Тейлор — вокал Менеджмент - Монте Коннер — менеджер - Стив Росс — ассистент менеджера - Дэнни Нозел — концертный директор - Дэйв Кирби и Нил Варнок — международные агенты The Agency Group | Производство - Росс Робинсон — продюсер - Майк Фрейзер — звукоинженер - Энди Уоллас — микширование - Стив Сиско — ассистент звукоинженера - Джордж Марино — мастеринг - Стив Ричардс — исполнительный продюсер Оформление - Шон Крейен — креативный директор, фотографии - T42 Design — художественный руководитель, оформление - Джои Джордисон — дизайн логотипа Slipknot - Стефан Сескис — фотографии - Нил Злозовер — фотографии группы |

## Позиции в чартах и сертификации
| Чарт (2001)        | Позиция |
| ------------------ | ------- |
| Австралия          | 2       |
| Австрия            | 8       |
| Бельгия (Фландрия) | 4       |
| Бельгия (Валлония) | 7       |
| Канада             | 1       |
| Дания              | 19      |
| Голландия          | 15      |
| Финляндия          | 3       |
| Франция            | 7       |
| Германия           | 4       |
| Ирландия           | 3       |
| Италия             | 5       |
| Новая Зеландия     | 5       |
| Норвегия           | 12      |
| Польша             | 7       |
| Швеция             | 10      |
| Швейцария          | 13      |
| Великобритания     | 1       |
| США                | 3       |

| Год  | Название сингла | Чарт                   | Позиция |
| ---- | --------------- | ---------------------- | ------- |
| 2001 | «Left Behind»   | UK Singles Chart       | 24      |
| 2001 | «Left Behind»   | Mainstream Rock Tracks | 30      |
| 2002 | «My Plague»     | UK Singles Chart       | 43      |

| Регион | Сертификация | Продажи    |
| --- | ------------ | ---------- |
| Австралия (ARIA) | Золотой      | 35 000^    |
| Бельгия (BEA) | Золотой      | 25 000*    |
| Канада (Music Canada) | Платиновый   | 100 000^   |
| Франция (SNEP) | Золотой      | 100 000*   |
| Германия (BVMI) | Золотой      | 150 000^   |
| Япония (RIAJ) | Золотой      | 100 000^   |
| Нидерланды (NVPI) | Золотой      | 40 000^    |
| Великобритания (BPI) | Платиновый   | 300 000    |
| США (RIAA) | Платиновый   | 1 000 000^ |
| * Данные о продажах приведены только на основе сертификации. · ^ Данные о тиражах приведены только на основе сертификации. · Данные о продажах + прослушиваниях приведены только на основе сертификации. |              |            |